# Benito Lorenzi
Benito Lorenzi (Borgo a Buggiano, 20 de dezembro de 1925 - Milão, 3 de março de 2007) foi um futebolista italiano. Participou da Copa do Mundo de 1950 e de 1954.

## Carreira
Benito Lorenzi fez parte do elenco da Seleção Italiana de Futebol na Copa do Mundo de 1950, no Brasil, e na Copa de 54. Ele fez três partidas e um gol.